# Orvilliers-Saint-Julien
Orvilliers-Saint-Julien is een gemeente in het Franse departement Aube (regio Grand Est) en telt 211 inwoners (1999). De plaats maakt deel uit van het arrondissement Nogent-sur-Seine.

## Geografie
De oppervlakte van Orvilliers-Saint-Julien bedraagt 25,1 km², de bevolkingsdichtheid is 8,4 inwoners per km².
De onderstaande kaart toont de ligging van Orvilliers-Saint-Julien met de belangrijkste infrastructuur en aangrenzende gemeenten.

## Demografie
Onderstaande figuur toont het verloop van het inwonertal (bron: INSEE-tellingen).

Vanwege een beveiligingsprobleem met de MediaWiki Graph-software is het momenteel niet mogelijk deze grafiek weer te geven. Zodra de software is bijgewerkt zal de grafiek vanzelf weer zichtbaar worden.